# Mirandinha
Mirandinha (født 2. juli 1959) er en tidligere brasiliansk fodboldspiller.

## Brasiliens fodboldlandshold
| Brasiliens landshold | Brasiliens landshold | Brasiliens landshold |
| År                   | Kmp                  | Mål                  |
| -------------------- | -------------------- | -------------------- |
| 1987                 | 4                    | 1                    |
| Total                | 4                    | 1                    |